# Mary-Russell Ferrell Colton
Mary-Russell Ferrell Colton (Louisville, 25 de março de 1889 – Phoenix, 26 de julho de 1971) foi uma artista, autora, educadora, etnógrafa e curadora americana. Ela é uma das principais fundadoras do Museu do Norte do Arizona. Ela era um membro do Philadelphia Ten, exibindo nos shows anuais do grupo de 1926 a 1940. Ela também foi membro da Associação Nacional de Mulheres Pintoras e Escultoras, da Sociedade Americana de Aquarela e da Federação Americana de Artes. Ela é conhecida por sua defesa das artes, dos direitos dos nativos americanos e dos direitos das mulheres. Por sua defesa das artes nativas americanas, ela recebeu um certificado de apreciação do Departamento do Interior dos Estados Unidos e do Conselho de Artes e Ofícios Indígenas em 1935. Em 1982, ela foi introduzida no Hall da Fama das Mulheres do Arizona.

## Biografia
Mary-Russell Ferrell nasceu em 25 de março de 1889, em Louisville, Kentucky. Ela é filha de Joseph e Elise (nascida Houston) Ferrell. Seu pai era conhecido como um dos primeiros anglo-americanos a explorar o Tenaya Canyon no que hoje é o Parque Nacional de Yosemite. Depois que ele morreu em 1904, Elise Ferrell se casou novamente com o empresário Theodore Presser.
Em 1904, aos quinze anos de idade, Mary-Russell Ferrell se matriculou na Philadelphia School of Design for Women, graduando-se em 1909 com honras. Após sua formatura, ela abriu um estúdio na Filadélfia. Seus projetos incluíam restauração de arte e projetos de arte comercial. Além da arte comercial que seu estúdio produziu, Mary-Russell Ferrell mostrou como membro da exposição anual do Philadelphia Ten na Flórida, Centro-Oeste e estados do Leste dos Estados Unidos e Europa.
Em 23 de maio de 1912, Mary-Russell Ferrell casou-se com Harold Sellers Colton, professor de zoologia da Universidade da Pensilvânia. Eles tiveram dois filhos, Ferrell, nascido em 1914, e Sabin, nascido em 1917. Sabin morreu de febre do vale em Tucson em 1924. O casamento deles durou até a morte dela.

## Formação profissional
Em abril de 1926, os Coltons se mudaram para Flagstaff, Arizona. Durante este tempo, ela pintou dentro e ao redor do Planalto do Colorado. Ela também fez demonstrou o mesmo no Museu do Norte do Arizona. Através de sua escrita, pintura e trabalho como defensora dos povos nativos americanos e das artes nativas americanas, ela fez contribuições para a educação progressiva, o movimento de artes e ofícios indígenas e a arqueologia.
Colton atuou como curadora de arte do Museu do Norte do Arizona por vinte anos. Ela também registrou a história do Planalto do Colorado através de suas pinturas e exposições do MNA. Ela escreveu 21 artigos e dois livros. Como artista e curadora de arte no museu, Colton, muitas vezes, trabalhou com artistas nativos americanos para trazer reconhecimento e aceitação de seu trabalho na comunidade artística internacional.
Ao longo de sua carreira como artista, Colton pintou uma variedade de assuntos, incluindo paisagens, figuras, natureza morta e cenas de gênero. Ela é conhecida por seus retratos sensíveis utilizando valores de cores vibrantes e incomuns. O Christian Science Monitor de 2 de setembro de 1920, imprimiu uma cópia de sua pintura, Sunset on a Lava Field. O autor escreveu; "Em suas telas do Arizona, a Sra. Colton dá força total ao seu amor pela cor. Fica-se impressionado com a sensação de grande distância que ela consegue capturar para essas pinturas ocidentais que estão trazendo seu crescente reconhecimento."
As obras de destaque incluem:
- Church at Ranchos de Taos (1913)
- Edmund Nequatewa (1942)
- Walpi (1914)
- Navajo Shepardess (1916)
- Sunset and Moonglow (1917)
- Lonesome Hole (1929)
- Sedona From Red Ledge (1952)
- Sunset on a Lava Field (1919)

## Obras publicadas
- Colton, Mary-Russell Ferrell. Hopi Dyes (em inglês), Flagstaff: Museum of Northern Arizona, 1965.
- Colton, Mary-Russell Ferrell and Harold Sellers. "Petroglyphs, the record of a great adventure", Washington D.C. American Anthropologist (em inglês), 1931.
- Colton, Mary-Russell Ferrell; Nonabah Gorman Bryan; Stella Young. Navajo and Hopi Dyes (em inglês), Salt Lake City, Utah: Historic Indian Publishers, 1965. ISBN 978-1-883736-08-8
- Colton, Mary-Russell Ferrell. Art for the schools of the Southwest, an outline for the public and Indian schools (em inglês), Museum Bulletin, No. 6, Flagstaff, Arizona, Northern Arizona Society of Science and Art, 1934.
- Colton, Mary-Russell Ferrell and Edmund Nequatewa. Truth of a Hopi and other clan stories of Shung-Opovi (em inglês), Museum of Northern Arizona. No. 8, Flagstaff, Arizona, Northern Arizona Society of Science and Art, 1947.
- Colton, Mary-Russell Ferrell. "Hopi silversmithing, its background and future", Plateau (em inglês), Vol. 12, No. 1, Flagstaff, Arizona, Northern Arizona Society of Science and Art, 1939.
- Colton, Mary-Russell Ferrell. "Letter to the Editor", Coconino Sun (em inglês), August 12, 1927.
- Colton, Mary-Russell Ferrell, and Harold Sellers. The Little Known Small House Ruins in the Coconino Forest (em inglês), Memoirs of the American Anthropological Association Vol. 5. Lancaster, Pennsylvania, American Anthropological Association, 1918.
- Colton, Mary-Russell Ferrell. "Technique of Major Hopi Crafts", Museum Notes (em inglês). Vol. 3, No 12. Flagstaff, Arizona, Museum of Northern Arizona, 1931.